# Whittier (Californie)
Pour les articles homonymes, voir Whittier.
Whittier est une ville située dans le comté de Los Angeles, dans l'État de Californie (États-Unis), à environ 19 km au sud-est de Los Angeles. La population de la ville était de 85 331 habitants en 2010.
C'est à Whittier que se trouvent le Whittier College et la Southern California University of Health Sciences (en).

## Histoire
Fondée au XIXe siècle par des quakers, la ville est un barrio.[C'est-à-dire ?]

## Démographie
| Groupe                           | Whittier | Californie | États-Unis |
| -------------------------------- | -------- | ---------- | ---------- |
| Blancs                           | 64,6     | 57,6       | 72,4       |
| Autres                           | 24,5     | 17,0       | 6,2        |
| Métis                            | 4,4      | 4,9        | 2,9        |
| Amérindiens                      | 1,3      | 1,0        | 0,9        |
| Asiatiques                       | 3,8      | 13,1       | 4,8        |
| Afro-Américains                  | 1,3      | 6,2        | 12,6       |
| Océaniens                        | 0,1      | 0,4        | 0,2        |
| Total                            | 100      | 100        | 100        |
|                                  |          |            |            |
| Hispaniques et Latino-Américains | 65,7     | 37,6       | 16,7       |

Selon l'American Community Survey, pour la période 2011-2015, 56,54 % de la population âgée de plus de cinq ans déclare parler anglais à la maison, alors que 38,72 % déclare parler l'espagnol, 0,75 % une langue chinoise, 0,54 % le tagalog et 3,44 % une autre langue.
| 1890 | 1900  | 1910  | 1920  | 1930   | 1940   |
| ---- | ----- | ----- | ----- | ------ | ------ |
| 585  | 1 590 | 4 550 | 7 997 | 14 822 | 16 115 |

| 1950   | 1960   | 1970   | 1980   | 1990   | 2000   |
| ------ | ------ | ------ | ------ | ------ | ------ |
| 23 433 | 33 663 | 72 863 | 68 558 | 77 671 | 83 680 |

| 2010   | 2020   | - | - | - | - |
| ------ | ------ | - | - | - | - |
| 85 331 | 87 306 | - | - | - | - |

## Jumelages
| Ville | Ville    | Pays | Pays       |
| ----- | -------- | ---- | ---------- |
|       | Changshu |      | Chine      |
|       | Suzhou   |      | Chine      |
|       | Whittier |      | États-Unis |

## Personnalités liées à la ville
- Edward Sheriff Curtis (1868-1952), photographe ethnologue.
- Richard Nixon (1913-1994), homme politique, président des États-Unis, a passé une partie de son enfance à Whittier et étudia au Whittier College.
- Tom Waits (1949), chanteur et auteur-compositeur[5].
- Kim Rhode (1979-), triple championne olympique de tir.
- Paula Kelly (1942-2020) actrice, chanteuse et danseuse. Décédée à Whittier
- Norman Stingley, chimiste qui a inventé la balle rebondissante sûrement[évasif] dans la ville de Whittier.